# Stanislav Kadečka
Stanislav Kadečka (1. října 1975 – 17. srpna 2020) byl český právník a odborník v oboru samosprávy a tvorby práva, jakož i v oboru správních procesů a soudní kontroly veřejné správy. Byl členem Legislativní rady vlády a jedním z autorů stavebního zákona. Působil také jako advokát a partner advokátní kanceláře KVB advokátní kanceláře s.r.o. a učitel na katedře správního práva Právnické fakulty Masarykovy univerzity v Brně.
Za svou dlouhodobou činnost a vysokou odbornost v oboru správního práva obdržel v roce 2016 titul Právník roku. Obdržel také pamětní čestnou medaili předsedkyně Legislativní rady vlády ČR za přínos při tvorbě českého právního řádu.

## Biografie

### Studium
Stanislav Kadečka vystudoval Právnickou fakultu Masarykovy univerzity v Brně. V roce 1999 zde získal magisterský titul a v roce 2000 obdržel titul doktora práv (JUDr.) v oboru správní právo. Doktorský titul Ph.D. získal na téže fakultě roku 2003, opět v oboru správní právo, obhajobou disertační práce na téma Právotvorba územní samosprávy.

### Odborná činnost
Působil jako advokát a partner advokátní kanceláře KVB. Byl odborníkem na problematiku správního práva a veřejné správy (zejména práva územních samosprávných celků), jíž se věnoval od r. 1999.
Byl členem několika rozkladových komisí – Ministerstva spravedlnosti a České národní banky, též Úřadu pro ochranu hospodářské soutěže. Taktéž byl členem Přezkumné komise Národního akreditačního úřadu pro vysoké školství, v níž působil již od jejího počátku.
Jeho odborné působení přesahovalo i hranice České republiky. Vystupoval často na zahraničních konferencích, byl spoluautorem řady mezinárodních publikací, byl členem několika mezinárodních odborných skupin – „Group of Independent Experts on the European Charter of Local Self-Government“ Rady Evropy a „European Group for Public Administration“ Mezinárodního institutu správních věd.

### Pedagogická činnost
Působil jako odborný asistent na katedře správní vědy a správního práva Právnické fakulty Masarykovy univerzity v Brně. V letech 2010 až 2014 pak vykonával i funkci vedoucího této katedry.

### Legislativní činnost
Byl členem Legislativní rady vlády od roku 2014, předtím působil mnoho let jako člen Pracovní komise Legislativní rady vlády pro správní právo. Zároveň byl členem legislativní komise Předsednictva Svazu měst a obcí ČR.
Podílel se na přípravě věcného záměru nového stavebního zákona a též paragrafovaného znění nového stavebního zákona. Od roku 2020 působil jako poradce ministryně pro místní rozvoj pro oblast rekodifikace veřejného stavebního práva.

### Publikační činnost
Je autorem monografie Právo obcí a krajů v České republice, komentáře k zákonu o místních poplatcích, vedoucím autorského kolektivu výkladové publikace Správní řád, spoluautorem řady vysokoškolských učebnic správního práva (např. Správní právo procesní) i několika příruček či rukovětí pro orgány územní samosprávy. Je také hlavním editorem řady recenzovaných sborníků, a dále autorem či spoluautorem více než pěti desítek odborných statí publikovaných v ČR i v zahraničí.

## Vydané publikace
Publikací za svoji kariéru vydal značné množství. Podrobný seznam je dostupný na stránkách Masarykovy univerzity. Zde je zmíněno jen několik nejvýznamnějších:
- BOHADLO, David, Jan BROŽ, Stanislav KADEČKA, Petr PRŮCHA, Filip RIGEL a Vít ŠŤASTNÝ. Zákon o odpovědnosti za přestupky a řízení o nich. Komentář. 1. vyd. Praha: Wolters Kluwer ČR, 2018. 700 s. Komentáře Wolters Kluwer. ISBN 978-80-7598-052-6.
- POTĚŠIL, Lukáš, Soňa SKULOVÁ, Petr PRŮCHA, Petr HAVLAN, Stanislav KADEČKA, Jana JURNÍKOVÁ a Alena KLIKOVÁ. Správní právo procesní. 3. aktualizované a doplněné. Plzeň: Aleš Čeněk, 2017. 421 s. ISBN 978-80-7380-688-0.
- KLIKOVÁ, Alena, Petr HAVLAN, Marek CHADIMA, Jana JURNÍKOVÁ, Stanislav KADEČKA, Petr PRŮCHA, Stanislav SEDLÁČEK, Soňa SKULOVÁ a Jiří VENCLÍČEK. Správní řád. 2. vyd. Praha: Wolters Kluwer ČR, a. s., 2016. 652 s. Meritum. ISBN 978-80-7478-943-4.
- KADEČKA, Stanislav. Zákon o místních poplatcích a předpisy související. Komentář. 1. vyd. Praha: C.H. Beck, 2005. 437 s. Beckovy Texty zákonů s komentářem, TZK50. ISBN 80-7179-918-1.
- KADEČKA, Stanislav. Právo obcí a krajů v České republice. 1. vyd. Praha: C.H. Beck, 2003. 424 s. (Beckova edice právní instituty, EPI7). ISBN 80-7179-794-4.
- KADEČKA, Stanislav, Jan BROŽ a Lukáš ROTHANZL. The Laws of Transparency in Action: Freedom of Information in the Czech Republic. In Dragos, Dacian C., Kovač, Polonca, Marseille, Bert. The Laws of Transparency in Action. A European Perspective. London: Palgrave Macmillan, 2018. s. 471 – 500, 30 s. Governance and Public Management. ISBN 978-3-319-76459-7. doi:10.1007/978-3-319-76460-3_12.
- KADEČKA, Stanislav, David HEJČ a Radislav BRAŽINA. Ochrana subjektivních práv proti normativním správním aktům. In Skulová, S., Potěšil, L.. Prostředky ochrany subjektivních práv ve veřejné správě – jejich systém a efektivnost. 1. vyd. Praha: C. H. Beck, 2017. s. 290 – 301, 12 s. Právní instituty. ISBN 978-80-7400-647-0.
- KADEČKA, Stanislav. Ochrana subjektivních práv v samosprávě. In Skulová, S., Potěšil, L.. Prostředky ochrany subjektivních práv ve veřejné správě – jejich systém a efektivnost. 1. vydání. Praha: C. H. Beck, 2017. s. 326 – 339, 14 s. Právní instituty. ISBN 978-80-7400-647-0.
- KADEČKA, Stanislav. Local Government in the Czech Republic. In Ángel-Manuel Moreno (editor): Local government in the Member States of the European Union: a comparative legal perspective. 1st ed. Madrid: Instituto Nacional de Administración Pública (INAP), 2012. s. 111 – 133, 23 s. Administración Local y Autonómica. ISBN 978-84-7351-417-0.
- PRŮCHA, Petr a Stanislav KADEČKA. Generally towards the Regulation of Sanction Regimes in Administrative Law of the Czech Republic. In Legal Sanctions: Theoretical and Practical Aspects in Poland and the Czech Republic (Edited by Mariusz Popławski and Dana Šramková). 1. vydání. Brno – Białystok: Masarykova univerzita, 2008. s. 66 – 76, 11 s. Spisy Právnické fakulty MU č.340 (řada teoretická). ISBN 978-80-210-4768-6.